# Varnelli
Il Varnelli, nome commerciale del Varnelli, l'anice secco speciale è il marchio di fabbrica che identifica un noto mistrà, bevanda spiritosa secca all'anice, prodotto dalla Distilleria Varnelli, con sede a Muccia, in provincia di Macerata.

## Storia
(Spot Varnelli)

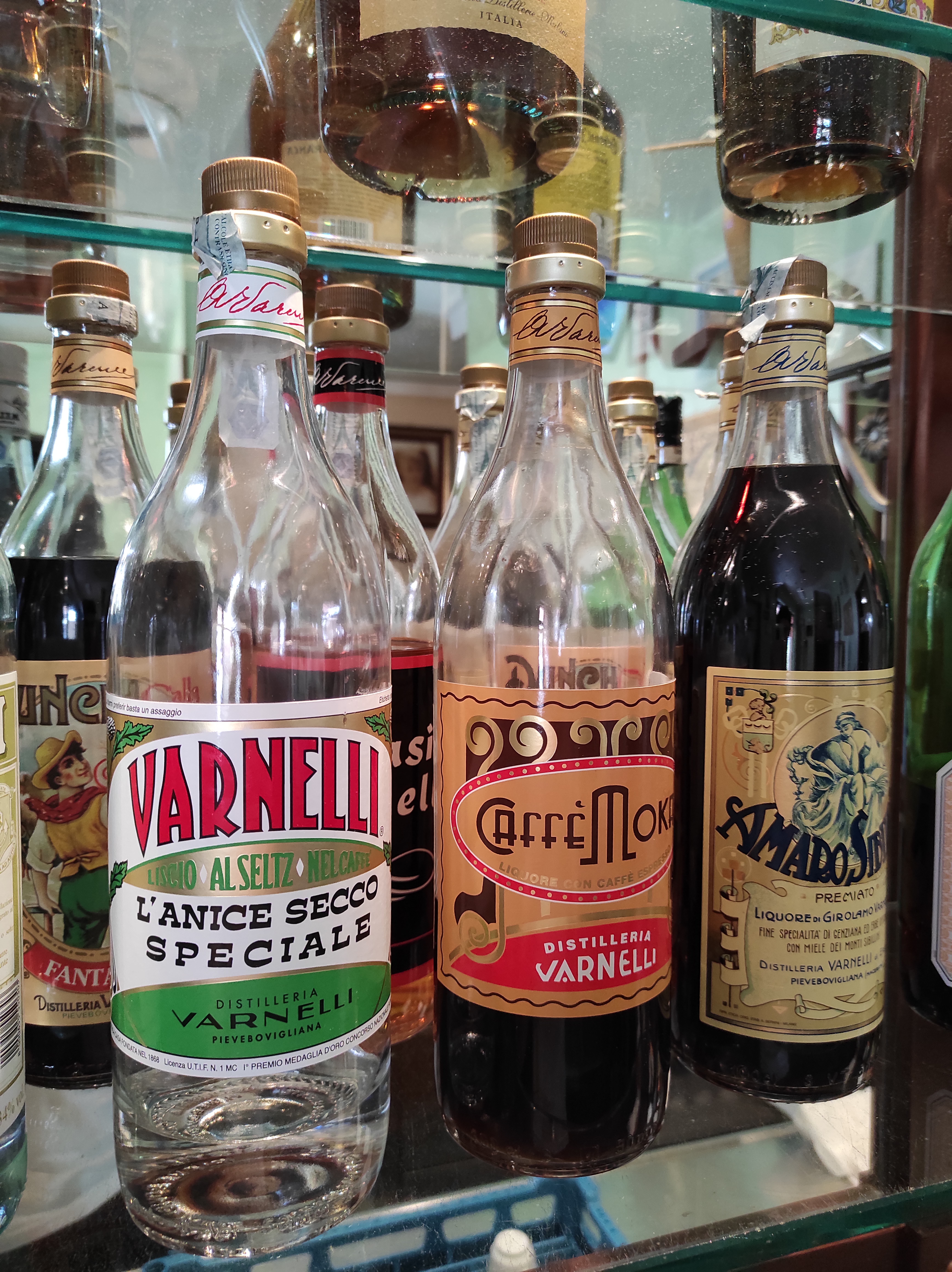
Prodotti della Distilleria Varnelli

Il distillato Varnelli nasce con l'arrivo in azienda, nei primi del XX secolo, di Antonio Varnelli, figlio di Girolamo, il fondatore della distilleria. Prodotto riprendendo la classica ricetta marchigiana del mistrà, è frutto di un'innovazione apportata proprio da Antonio nell'azienda. Solo con il figlio di Antonio, Girolamo, il Varnelli assunse lo slogan “Sovrano correttivo del caffè” ed ottenne, nel 1950 a Roma, il primo premio come "miglior prodotto del genere". In questi anni, il Varnelli, nella sua versione mignon, venne inserito all'interno dei kit di pronto soccorso degli autobus, che si spostavano dalle Marche al Lazio, per "sistemare" lo stomaco dei passeggeri in caso di nausea. Secondo alcuni racconti locali delle persone della provincia di Macerata, il liquore è utilizzato insieme al Caffè Borghetti, originario di Ancona, per preparare un particolare cocktail chiamato "calzolaio".

## Caratteristiche
Il mistrà Varnelli è una bevanda alcolica secca, ottenuta da alcol di grano, distillato di anice e zucchero (inferiore al 2%). Si presenta limpido e dal gusto secco, con gradazione alcolica del 46%. Il mistrà Varnelli è utilizzato per correggere il caffè, ma si beve anche liscio e si presta nella preparazione di diversi cocktail. È utilizzato anche in cucina in ricette di primi, come la pasta ciauscolo e Varnelli, secondi piatti, nei dessert e in abbinamento con il cioccolato fondente.
In occasione del 150º anniversario della distilleria, avvenuto nel 2018, il Varnelli è protagonista insieme all'Amaro Sibilla di un cocktail chiamato centocinquanta, composto per esaltare i due prodotti più famosi dell'azienda.

## Riconoscimenti
- Medaglia d'oro, Roma 1950

## Curiosità
Lo spot radiofonico del Varnelli è tra i più longevi trasmessi dalla Radio Rai, in onda da più di 20 anni.